# Liste der denkmalgeschützten Objekte in St. Agatha (Oberösterreich)
Die Liste der denkmalgeschützten Objekte in Sankt Agatha enthält die 5 denkmalgeschützten, unbeweglichen Objekte der Gemeinde St. Agatha in Oberösterreich (Bezirk Grieskirchen).

## Denkmäler
| Foto |                 | Denkmal                                                              | Standort                                     | Beschreibung                                                        | Metadaten |
| ---- | --------------- | -------------------------------------------------------------------- | -------------------------------------------- | ------------------------------------------------------------------- | --- |
| ja   | Datei hochladen | Hammerschmied, Gemeindemuseum HERIS-ID: 66328 Objekt-ID: 79205       | Gschwendt 7 Standort KG: Königsdorf          |                                                                     | BDA-Hist.: Q38112817 Status: § 2a Stand der BDA-Liste: 2025-06-30 Name: Hammerschmied, Gemeindemuseum GstNr.: 2070/1 Hammerschmiede Gschwendt 7, St. Agatha              |
| ja   | Datei hochladen | Vicus des römischen Lagers Schlögen HERIS-ID: 38423 Objekt-ID: 37987 | bei Mitterberg 3 Standort KG: Königsdorf     |                                                                     | BDA-Hist.: Q37980978 Status: Bescheid Stand der BDA-Liste: 2025-06-30 Name: Vicus des römischen Lagers Schlögen GstNr.: 3566/2, 3576/1, 3576/2, 3575/3                   |
| ja   | Datei hochladen | Tabernakelbildstock am Steinhügel HERIS-ID: 66344 Objekt-ID: 79221   | bei Am Steinhügel 14 Standort KG: St. Agatha | Die Tabernakelsäule stammt vom Ende des 19. Jahrhunderts.           | BDA-Hist.: Q38112842 Status: § 2a Stand der BDA-Liste: 2025-06-30 Name: Tabernakelbildstock Etzinger Straße GstNr.: 186/10 Tabernakelbildstock am Steinhügel, St. Agatha |
| ja   | Datei hochladen | Kath. Pfarrkirche hl. Agatha HERIS-ID: 52568 Objekt-ID: 59733        | bei Kirchenplatz 2 Standort KG: St. Agatha   | Die gotische Landkirche wurde 1900 erweitert und ganz barockisiert. | BDA-Hist.: Q26720831 Status: § 2a Stand der BDA-Liste: 2025-06-30 Name: Kath. Pfarrkirche hl. Agatha GstNr.: .1 Pfarrkirche hl. Agatha, St. Agatha                       |
| ja   | Datei hochladen | Pfarrhof HERIS-ID: 66304 Objekt-ID: 79180                            | Kirchenplatz 4 Standort KG: St. Agatha       |                                                                     | BDA-Hist.: Q38112805 Status: § 2a Stand der BDA-Liste: 2025-06-30 Name: Pfarrhof GstNr.: .2 Pfarrhof St. Agatha                                                          |